# Servius Sulpicius Galba (Prätor 54 v. Chr.)
Servius Sulpicius Galba (* vermutlich um 93 v. Chr.; † nach 43 v. Chr.) war ein Politiker und Feldherr der späten römischen Republik aus der patrizischen gens der Sulpicii.
Der Nachfahre des gleichnamigen Konsuls 144 v. Chr. diente wohl von 62 bis 60 v. Chr. als Legat unter dem Statthalter Gaius Pomptinus in der Provinz Gallia Narbonensis und kämpfte gegen die Allobroger. Die gleiche Funktion übte er von 58 bis 56 v. Chr. unter Pomptinus’ Nachfolger Gaius Iulius Caesar in den ersten Jahren des Gallischen Krieges aus, wobei er bei Octodurum (heute Martigny) schwere Verluste gegen die Veragrer erlitt. 54 v. Chr. bekleidete er die Prätur und verhalf seinem alten Kommandeur Pomptinus zu einem Triumph. 50 v. Chr. bewarb er sich vergeblich um das Konsulat für das folgende Jahr.
Im Bürgerkrieg, der 49 v. Chr. ausbrach, scheint Galba Caesar weiter gedient zu haben, da er erwartete, ein Konsulat zu erhalten, was ihm der Diktator aber verweigerte. Er schloss sich darauf der Verschwörung gegen Caesar an. Im Jahr 43 v. Chr., nach der Ermordung Caesars, diente er als Legat im Heer des Senats, das vor Mutina (jetzt Modena) in Oberitalien gegen Caesars Anhänger Marcus Antonius kämpfte. Galba befehligte die kampferprobte Marslegion und war mit ihr an der Schlacht von Forum Gallorum beteiligt, in der Antonius am 14. oder 15. April 43 v. Chr. eine Niederlage erlitt. Ein Brief Galbas, in dem er diese Schlacht schildert, ist in der Korrespondenz Marcus Tullius Ciceros erhalten.
Nach dem zeitweiligen Sieg der Senatspartei ging Galba als Gesandter des Decimus Iunius Brutus Albinus nach Rom. Am Ende des Jahres wurde er von Octavian, dem späteren Augustus, in der lex Pedia als einer der Mörder Caesars verurteilt. Über sein weiteres Schicksal ist nichts bekannt.
Seit spätestens 50 v. Chr. bis vermutlich zu seinem Tod war Sulpicius Galba Augur.
Sein Sohn Gaius gelangte ebenfalls bis zur Prätur und war als Historiker bekannt, sein Enkel war Suffektkonsul 5 v. Chr. Dessen Sohn Galba wurde 68/69 n. Chr. für wenige Monate römischer Kaiser.